# Back+Forth (The Demo+Sessions)
"Back+Forth (The Demo+Sessions)" é o segundo álbum de estúdio do artista americano, Cris Gunther, lançado em 2010 como um lançamento promocional somente no site http://www.crisgunther.com. Produzido executivamente por Cris Gunther, Terry Gunther, e Mary Ann Marchasella. Produzido por Dave Myers e Cris Gunther. Todos os instrumentos tocados e arranjos por Dave Myers. Escrito por Gunther, Dave Myers, Curt Francisco, e Tim K. O álbum conta com um cover nominado ao Grammy de Joe Jackson, "Steppin' Out". O álbum foi mixado por Dave Myers e Cris Gunther. E, a faixa, Seven Days, foi apresentada no Songwriter's Hall Of Fame Showcase em Nova York em 2002. Esse álbum possui dez faixas.

## Faixas
| MP3 download |                            |                                     |                          |         |  |
| N.º          | Título                     | Música                              | Produtor                 | Duração |  |
| 1.           | "Ready For Love"           | Cris Gunther, Tim K                 | Dave Myers, Cris Gunther | 4:35    |  |
| 2.           | "Back+Forth"               | Cris Gunther, Tim K                 | Dave Myers, Cris Gunther | 3:15    |  |
| 3.           | "It's Only Rain"           | Curt Francisco, Cris Gunther, Tim K | Dave Myers, Cris Gunther | 4:30    |  |
| 4.           | "Seven Days"               | Cris Gunther, Tim K                 | Dave Myers, Cris Gunther | 3:21    |  |
| 5.           | "Visions Of Paradise"      | Cris Gunther, Dave Myers            | Dave Myers, Cris Gunther | 3:32    |  |
| 6.           | "Steppin' Out"             | Joe Jackson                         | Dave Myers, Cris Gunther | 3:38    |  |
| 7.           | "For My Baby And I"        | Cris Gunther, Tim K                 | Dave Myers, Cris Gunther | 4:11    |  |
| 8.           | "Mr Rain (The Record Man)" | Cris Gunther                        | Dave Myers, Cris Gunther | 2:45    |  |
| 9.           | "Let The Good Life Begin"  | Cris Gunther, Dave Myers            | Dave Myers, Cris Gunther | 3:41    |  |
| 10.          | "Open Door"                | Cris Gunther, Tim K                 | Dave Myers, Cris Gunther | 4:55    |  |